# Louis Delage
Louis Delage (Cognac, 22 de març de 1874 - Le Pecq, 14 de desembre de 1947) va ser un enginyer i dissenyador industrial francès especialitzat en la indústria automobilística. Va estudiar enginyeria l'Arts et Métiers ParisTech a Angers, on es va graduar el 1893 i el 1903 va entrar a treballar a Renault. Aviat, però, va fundar Delage, la seva pròpia companyia a Levallois-Perret. Malgrat la seva reputació i estil, l'empresa va fer fallida després de la Gran Depressió i va ser adquirida per Delahaye.